# Bälgviken
Bälgviken – miejscowość (tätort) w Szwecji, w regionie administracyjnym (län) Södermanland (gmina Eskilstuna).
W 2015 roku Bälgviken liczyło 226 mieszkańców.

## Położenie
Położona w prowincji historycznej (landskap) Södermanland, ok. 15 km na południe od Eskilstuny nad jeziorem Lilla Bälgviken. Przez Bälgviken od 1875 roku przebiega linia kolejowa Eskilstuna – Oxelösund (jeden z trzech  odcinków linii Sala – Oxelösund). W Bälgviken nie zatrzymują się pociągi pasażerskie.

## Demografia
Liczba ludności tätortu Bälgviken w latach 1990–2015: